# روكي هاجر
روكي هاجر (بالإنجليزية: Rocky Hager)‏ هو لاعب كرة قدم أمريكية أمريكي، ولد في 29 أغسطس 1951.